# 283057 Casteldipiazza
283057 Casteldipiazza è un asteroide della fascia principale. Scoperto nel 2008, presenta un'orbita caratterizzata da un semiasse maggiore pari a 2,2861226 UA e da un'eccentricità di 0,2215669, inclinata di 7,80355° rispetto all'eclittica.
Dal 12 ottobre al 10 dicembre 2011, quando 301638 Kressin ricevette la denominazione ufficiale, è stato l'asteroide denominato con il più alto numero ordinale. Prima della sua denominazione, il primato era di 275106 Sarahdubeyjames.
L'asteroide è dedicato alla località italiana di Castel di Piazza, frazione di Pistoia.